# Halaelurus
Halaelurus là chi (sinh học) thuộc Họ Cá nhám mèo.

## Phân loài
- Halaelurus boesemani S. Springer & D'Aubrey, 1972 (Cá nhám mèo Speckled)
- Halaelurus buergeri (J. P. Müller & Henle, 1838) (Cá nhám mèo Blackspotted)
- Halaelurus lineatus Bass, D'Aubrey & Kistnasamy, 1975 (Cá nhám mèo Lined)
- Halaelurus maculosus W. T. White, Last & Stevens, 2007 (Cá nhám mèo Indonesian speckled)
- Halaelurus natalensis (Regan, 1904) (Cá nhám mèo hổ)
- Halaelurus quagga (Alcock, 1899) (Cá nhám mèo Quagga)
- Halaelurus sellus W. T. White, Last & Stevens, 2007 (Cá nhám mèo Rusty)

## Hình ảnh

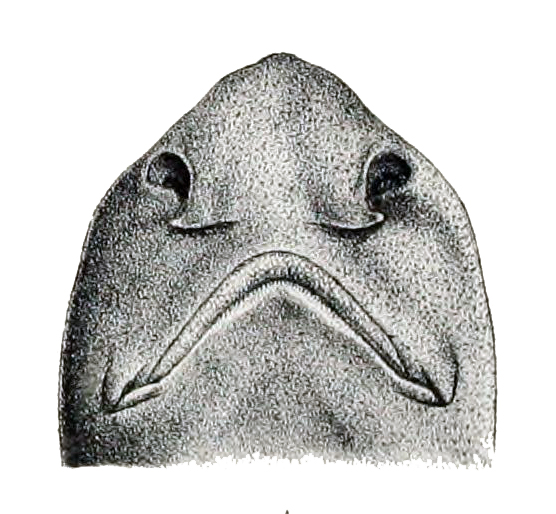
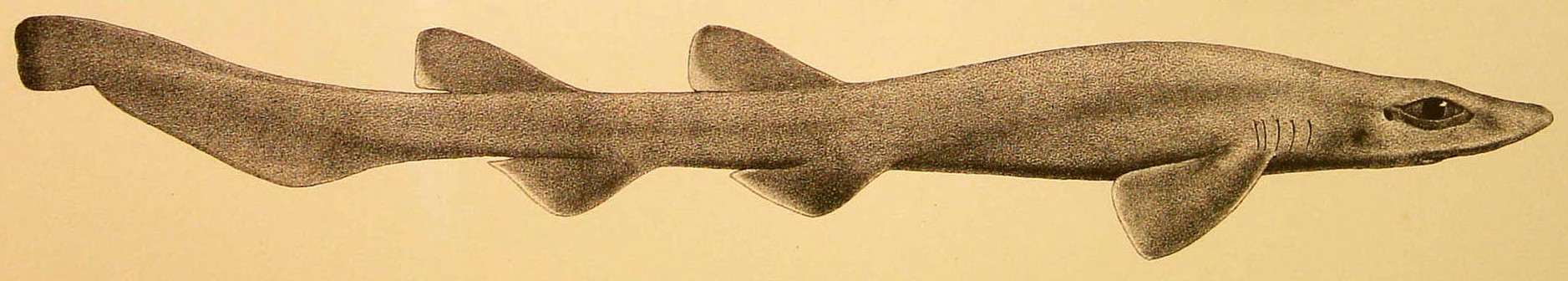